# Crocidura muricauda
Crocidura muricauda és una espècie de musaranya que viu a Costa d'Ivori, Ghana, Guinea, Libèria i Sierra Leone.